# 松井桂三 (俳優)
松井桂三（まつい けいぞう、1962年2月3日 - ）は、劇団パロディフライ所属の俳優（旗揚げメンバー）。身長176cm、体重65kg。滋賀県米原市出身、在住。
特技はヴァイオリン。また、英語も得意で、教員免許とケンブリッジ英検1級を所持している。
また、好きな食べ物はおにぎり

## 過去に出演していたラジオ番組
- 全力投球!!妹尾和夫です（ABCラジオ、番組自体は2003年9月29日 - 2009年7月3日） - 金曜レギュラー。特技のヴァイオリンの妙技をクイズ形式で披露していた
- 松井桂三のさんさんわいど」（KBS京都ラジオ、月 - 木曜15:00〜16:45、2006年4月 - 2007年3月） - メインパーソナリティ